# ネリス川

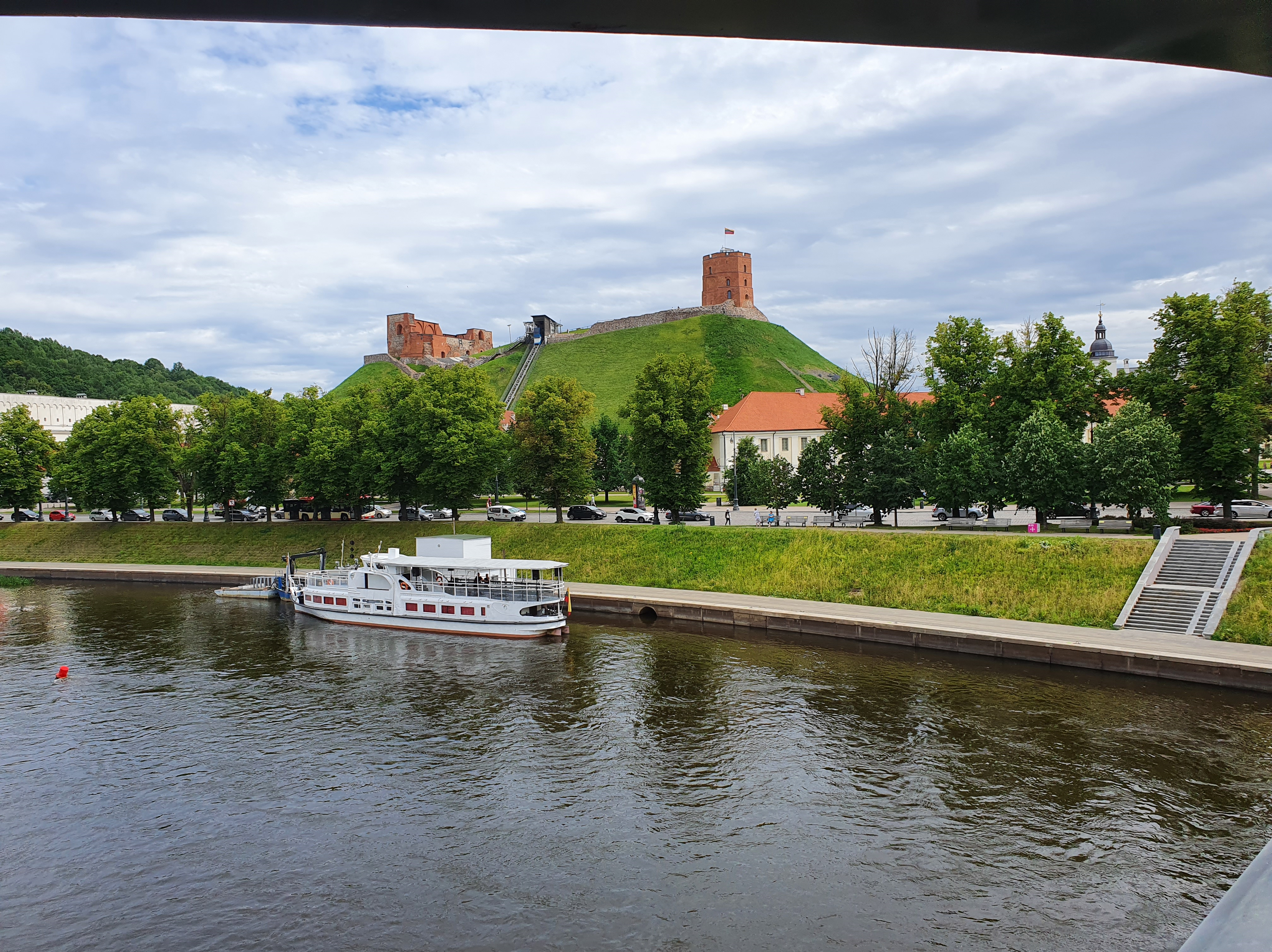
ゲディミナス城の足もとを流れる（リトアニア、ヴィリニュス）

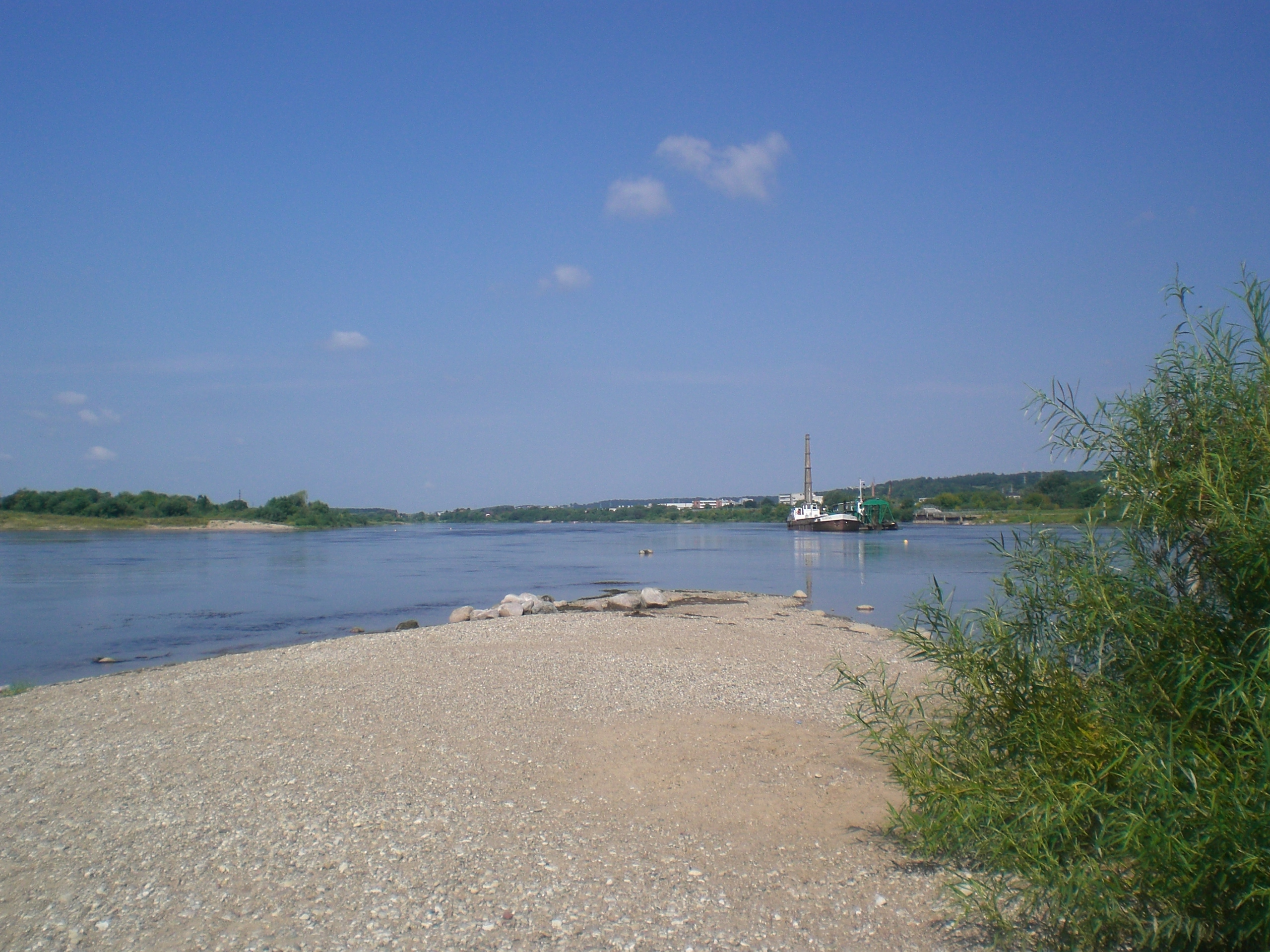
ネマン川にネリス川が合流する地点（カウナス）

ネリス川（ネリスがわ、リトアニア語: Neris、 発音）またはヴィリヤ川（ベラルーシ語: Ві́лія、ラテン文字転写: Viliya）は、ベラルーシ北部に発する国際河川である。西に進んでリトアニアの首都ヴィリニュスを通過、同国中南部カウナスでネマン川（ネムナス）との合流点に達すると、その主な支流として流れ込む。総延長は510 km。リトアニアで2番目に長い河川である。
ベラルーシ国内を276 km流れた後、川はリトアニアを235 kmにわたって流れる。
この川はリトアニアの新旧の首都であるケルナヴェとヴィリニュスを結び、河畔にはリトアニア神話に基づく埋葬地が見られる。そこから25 kmあたりはカルマジナイ墳墓群が分布し、多くの神話時代の石碑を見下ろす神聖なオークが立つ。

## 二重の命名

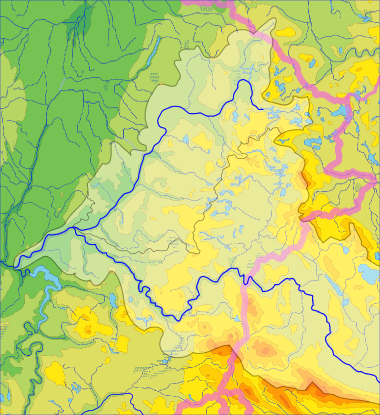
画面右下から中央左へ流れるネリス川。水源は隣国ラトビアのシュヴェントイ川近辺にある。

リトアニア語では「ネリス」、スラブ語では「ヴィリヤ」と呼ばれる。地名学でとらえると、首都ヴィリニュスにおいてさえ両言語のなごりが見つかる。例を挙げると、川沿いの町パネレイ（Paneriai）やパネリシュケス（Paneriškės）の地名はリトアニア語で「ネリス川沿い」を意味し、またヴィリニュス市内のネリス川沿いの地名ヴァラカンペイ（Valakampiai）はリトアニア語で「ヴィリヤの角」を意味するとされる。また、ネリス河畔のカウナスの一部はヴィリヤンポレ（ヴィリヤ + ポリス = 「ヴィリヤ河畔のポリス」）と呼ばれる。
ネリスという名前はおそらく最古の名称で、ヴィリヤという名前は二次的な位置付けと示唆される。この二重の命名の分岐点を調べると、スラブ語圏とバルト海地域の歴史的な境界地帯ではないかと考えられ、現象としてリトアニア語話者とバルト諸語話者は自分たちの民族語でそれぞれの川を源流から合流点まで呼んでいる。ネリス川の名前の由来はその支流の古名とされ、現在の名称をナラチ川といい、水源は同名のナラチ湖である。さらにヴィリヤ川は、合流点より上流でネリスと呼ばれた記録が一度もない点も証左となる。したがって古代バルト人は実際、ナラチ川をネリス川の上流と見なしたという説が出ている。

### ネリス川の語源
川の名前の「ネリス」はリトアニア語: nerti「ネルティ」の同根語でバルト語派に由来し、一般に「潜る・下流へ泳ぐ」と「網をかける・かぎ針で編む」を意味する。おそらく初期にはもっと普通の意味、すなわち「流れ・流れる」を指し、特に「渦巻く速い流れ」という意味だった可能性が示唆される。
この名前を語源学でとらえると、バルト海地域の水名の級の1つとして先史時代から現代まで広まってきた。例：リトアニア語の「ナロティス」、ナラサ（川）、ナルティス（湖）（英語）。プロシア語の「ナルス」（英語）、モスクワ近郊の都市ナラ（英語）。すべてリトアニア語の「深い」（リトアニア語: narus ）と、「潜る」（リトアニア語: nerti ）に関与する。
起源はおそらくインド・ヨーロッパ祖語と考えられるものの、より遠隔な関連語は明らかではない。可能性は以下のように複数ある。
- ユリウス・ポコルニー説の第2の*ner- は「〜の下[6]」を意味する。
- Derksen 説の*nerH-のo変格 norH- （スラブ語継承の語彙）。
- ギリシャの神ネレウスとの関係。「流れ」を意味する*snau-（乳を授ける）に由来するかもしれない[7]。
- サンスクリット語説では「Neris」と水を意味する「Neer」/「Naar」との関係に言及する。[要出典]

## 流域
総流域は2万5100 km2、その内訳は1万920 km2がベラルーシを流れ（およそ79.4%）、リトアニア内の流域面積は1万3849 km2である。

### ベラルーシの流域
ヴィリヤ川と呼ばれ、ヴィレイカを潤すベラルーシ国内最大のヴィレイカ貯水池が特徴である。
| 右岸の支流 - ナラチ川（リトアニア語: ナルティス川） - セルヴァチ川（リトアニア語: セルヴェチュス川） - ストラチャ川（リトアニア語: ストレチェ川） | 左岸の支流 - イリヤ川（リトアニア語: イリヤ川） - ウシャ川 - アシュミャンカ川 |

### リトアニアの流域

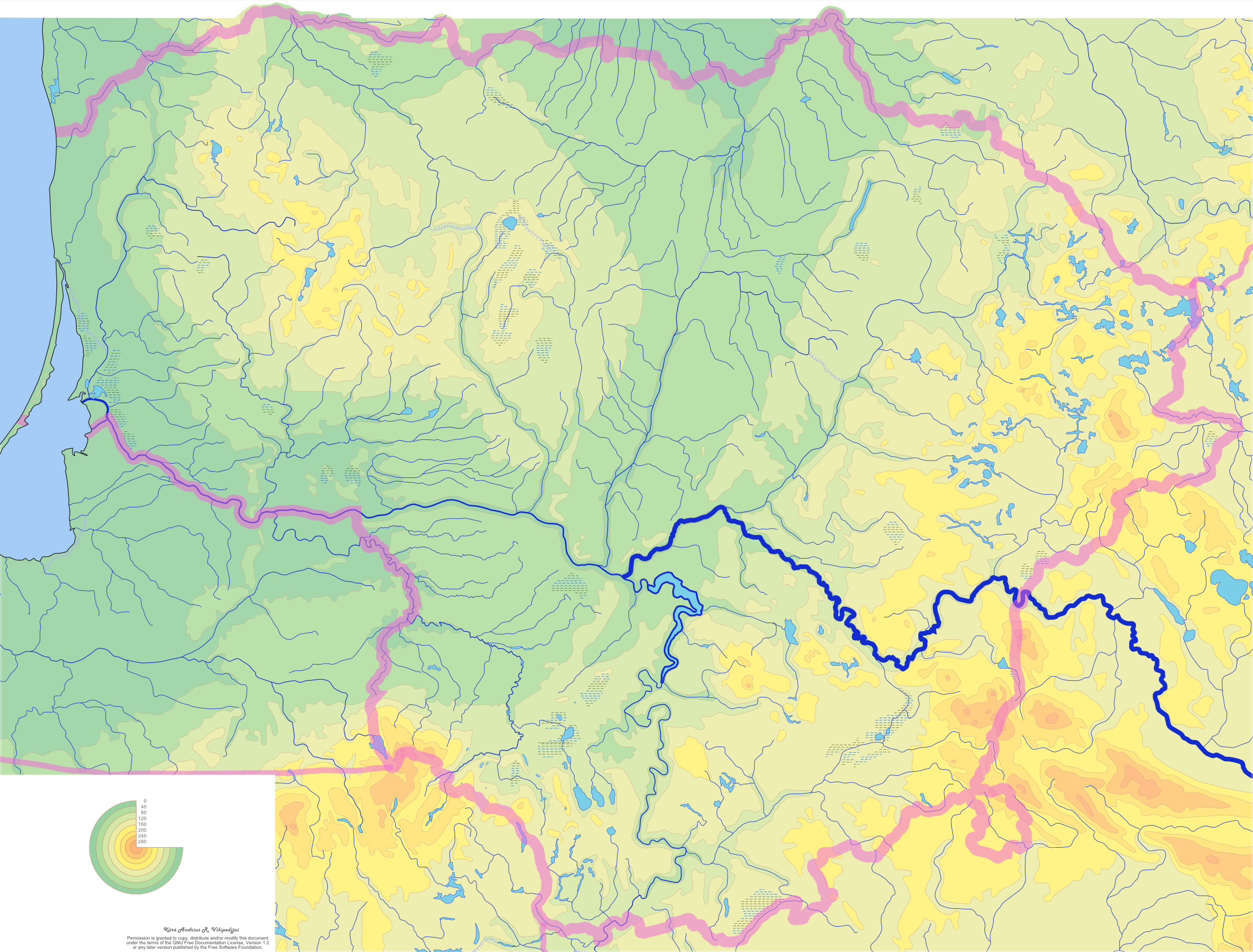
リトアニアの地図とネリス川（太い青線）

ネリス川のリトアニア国内を流れる区間は流域全体（1万3972km2）の56％に当たり、ネマン川（ネムナス）流域北東部の約4分の1を占める。比較的透水性の優れた土壌が中心で、森林被覆率は28％、湿地は約10％、湖は2.5％である。流れの方向は北西から南東で、 流域面積の66％は川の右岸、34％は左岸にある。リトアニアのこの地域の湖の性質は大きく異なり、右岸に特に広い湖がたくさんあるゼイメナ盆地（Žeimena basino）とシュヴェントイ盆地（Šventoji baseino）が位置し、全体の3％。左岸は0.1％である。盆地は4つの地形に分かれ、中央の狭い低地は東ヨーロッパ平原に連なり、北東部のバルト海高原、南東平野、ビリハ-ナロチウス低地、リトアニア-ベラルーシ高原に分布する。

#### 支流
最も大きな支流の一覧。
| 右岸の支流 - ジェイメナ川 - ムセ川 - シュヴェントイ川 | 左岸の支流 - ヴォケ川 - ヴィルネ川 - ロメナ川 - シェシュヴァ川 |

その他の有名な支流：
右岸：
- チェコネ川（リトアニア語版） – 非常に美しく急流で、水量はそれほど多くなく、川幅は河口で平均2–2.5m、上流で同0.5–1m look。他の支流と比べると際立って玉石が多い。
- リエタヴァ川（リトアニア語版） – リトアニアの国名の由来。全長11 km。

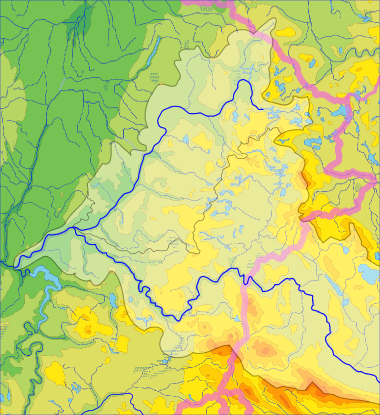
ネリス盆地（中央）とその周辺を拡大。主な支流が見える。

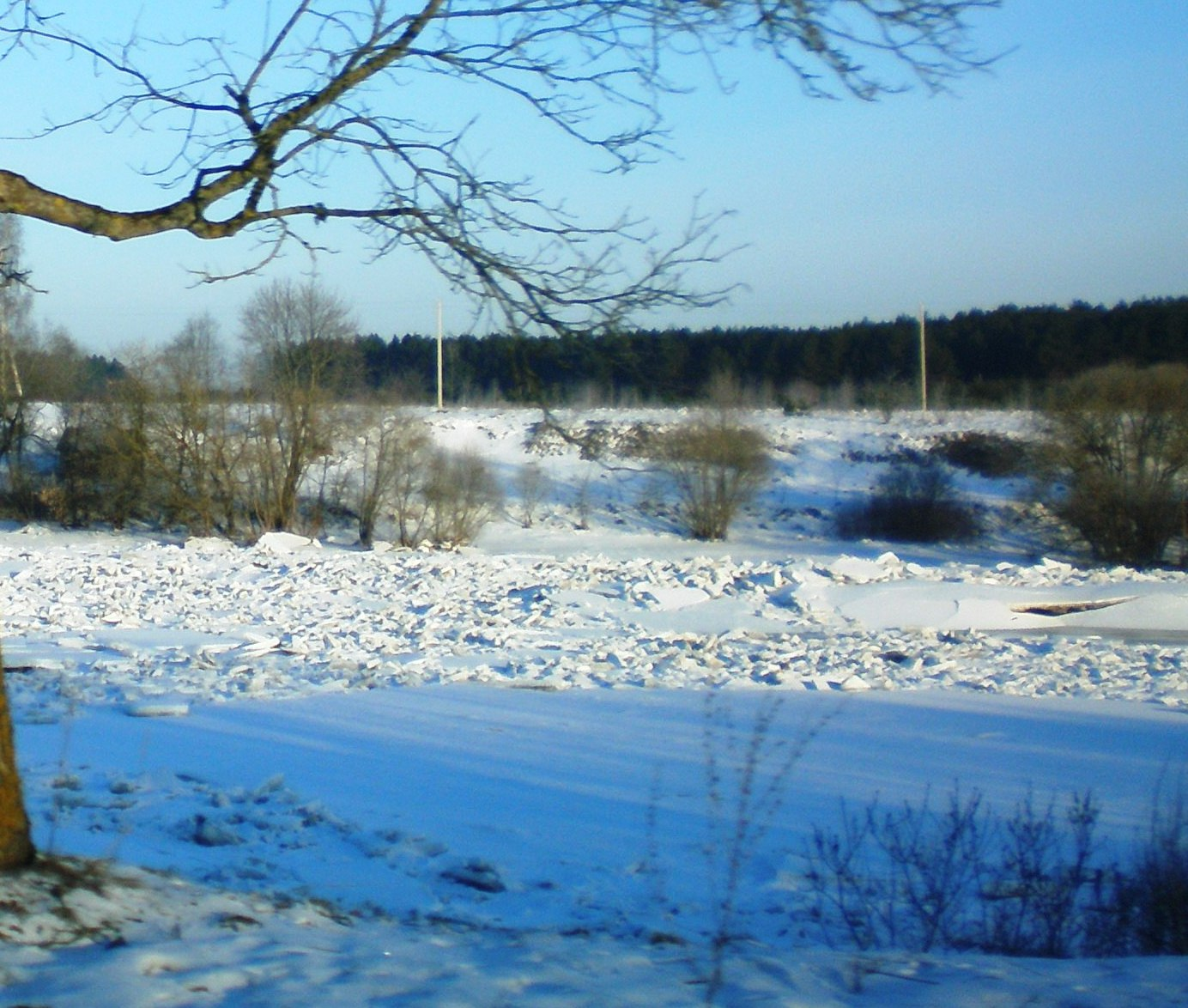
ネリス川の川面を埋める氷。Gegužinė（カイシェドリース）